# Исфаханский научно-исследовательский кампус
Исфаханский научно-исследовательский кампус — кампус при Исфаханском университете в Иране.
Исфаханский университет науки и исследований сформирован как независимая организация с целью распространения знаний на основе создания центров развития и научно-технических парков в Исфахане в экономическом и промышленном комплексе Ирана. Эта организация как первый основатель центров развития и научно-технических парков в стране стремится создать необходимые условия для коммерциализации своих достижений и привлечения внутренних и иностранных инвестиций путем обеспечения необходимых условий для развития деятельности компаний, специализирующихся на науке.

## Данные о географическом положении
Кампус площадью 520 гектаров расположен в горной местности Махмудабад, на северо-западе Исфахана, рядом с Исфаханским технологическим университетом. Наличие престижных университетов, крупных отраслей промышленности и сельскохозяйственных угодий, а также множества туристических достопримечательностей сделало Исфахан одним из основных экономических центров Ирана. Близость научно-исследовательского кампуса к научно-экономическому центру этой страны создает выгодные условия для компаний, расположенных в городе, в плане развития экономической деятельности и установления соответствующих связей с региональными университетами и отраслями промышленности. Помимо вышеупомянутых факторов, строительство научно-исследовательского кампуса вблизи исторически богатого и прекрасного города Исфахан обеспечило хорошее расположение и условия для жизни ученых, работающих в различных исследовательских подразделениях и инжиниринговых компаниях. Этот кампус состоит из 200 гектаров исследовательских парков, 210 гектаров городского пространства, 90 гектаров озеленённой территории и 20 гектаров территории городского развития

## Реализация мероприятий Исфаханского научно-исследовательского кампуса
С 1993 года было реализовано несколько мероприятий, некоторые из которых упоминаются ниже:
— Открытие Центра развития технологий в 2000 году и создание 17 отделений технологий в Центре развития, создание совместной исследовательской сети, участие кампуса во всемирной конференции Международной ассоциации научных парков (IASP), а также в конференции Ассоциации научных парков Азии (ASPA).
— Создание специализированного центра развития ИКТ и контроль за соответствующими учреждениями в главном здании центра развития в районе Исфаханского технологического университета, увеличение числа учреждений до 56 единиц, проведение первого семинара по научным и технологическим паркам в стране (2002 год).
— Запуск Научно-технологического парка Шейх-Бахаи (2003 год).
— Выход деятельности кампуса и учреждений с национального уровня на международный уровень (2004 год).
— Увеличение роли технологий в региональной экономике, содействие развитию технологической культуры (2007 г.).
— Процветание компаний, основывающихся на науке, путем привлечения общественности (2015 г.).
— Интернационализация компаний, основывающихся на науке, деятельность по реализации экономики сопротивления (2016 г.).
— Развитие рынка базирующихся на науке компаний, которые могут создать основу для увеличения производства в стране и занятости населения (2017 г.)